# Greatest Hits Live
Greatest Hits Live es el tercer álbum en directo de la banda de punk rock, the Ramones. Fue lanzado en 1996 por Radioactive Records.

## Background
Fue grabado en The Academy de Nueva York el 29 de febrero de 1996. Al final del álbum aparecen dos bonus tracks, los cuales son covers grabados en estudio y que ninguno aparece en un álbum oficial de la banda. "R.A.M.O.N.E.S." originalmente por Motörhead del álbum 1916 y con la voz de Joey Ramone, esta canción fue escrita como un tributo a Ramones. La otra pista es "Anyway You Want It", originalmente por The Dave Clark Five.

## Lista de canciones
Todas escritas por The Ramones excepto la anunciadas.

Todas las canciones escritas y compuestas por Ramones; excepto donde lo indique. 
| N.º | Título                                      | Escritor(es)                              | Duración |  |
| 1.  | «Durango 95»                                | Johnny Ramone                             | 1:31     |  |
| 2.  | «Blitzkrieg Bop»                            |                                           | 1:37     |  |
| 3.  | «Do You Remember Rock 'n' Roll Radio?»      |                                           | 3:00     |  |
| 4.  | «I Wanna Be Sedated»                        |                                           | 2:07     |  |
| 5.  | «Spider-Man»                                | Robert Harris, Paul Francis Webster       | 1:48     |  |
| 6.  | «I Don't Want to Grow Up»                   | Kathleen Brennan, Tom Waits               | 2:24     |  |
| 7.  | «Sheena Is a Punk Rocker»                   |                                           | 1:46     |  |
| 8.  | «Rockaway Beach»                            |                                           | 1:31     |  |
| 9.  | «Strength to Endure»                        | Dee Dee Ramone, Daniel Rey                | 2:41     |  |
| 10. | «Cretin Family»                             | Dee Dee Ramone, Daniel Rey                | 2:17     |  |
| 11. | «Do You Wanna Dance?»                       | Bobby Freeman                             | 1:21     |  |
| 12. | «We're a Happy Family»                      |                                           | 1:28     |  |
| 13. | «The Crusher»                               | Dee Dee Ramone, Daniel Rey                | 2:10     |  |
| 14. | «53rd & 3rd»                                |                                           | 1:46     |  |
| 15. | «Beat on the Brat»                          |                                           | 2:42     |  |
| 16. | «Pet Sematary»                              | Dee Dee Ramone, Daniel Rey                | 3:38     |  |
| 17. | «R.A.M.O.N.E.S.» (Grabación de estudio)     | Würzel, Phil Campbell, Lemmy, Phil Taylor | 1:27     |  |
| 18. | «Anyway You Want It» (Grabación de estudio) | Dave Clark                                | 2:25     |  |

## Créditos

### Ramones
- Joey Ramone – voz
- Johnny Ramone – guitarra
- C.J. Ramone – bajo, voz en "Strength to Endure", "Cretin Family" y "The Crusher", coros en "53rd & 3rd"
- Marky Ramone – batería